# Kang Joon-Ho
Kang Joon-Ho, född 22 juni 1928 i Haeju, död 24 september 1990 i Seoul, var en sydkoreansk boxare.
Han blev olympisk bronsmedaljör i bantamvikt i boxning vid sommarspelen 1952 i Helsingfors.